# Antonio Smirich
Antonio Smirich (Lesina di Dalmazia, 3 novembre 1815 – Zara, dopo il 1874) è stato un politico dalmata.

## Biografia
Ha svolto la professione di professore di disegno alle Scuole Reali di Zara. Eletto deputato, nelle file del Partito Autonomista, della Dieta della Dalmazia dal 1861 al 1863, viene sostituito da Salghetti-Drioli. Padre di Giovanni Smirich, archeologo, conservatorista e pittore.